# Cynodontium asperifolium
Cynodontium asperifolium là một loài Rêu trong họ Dicranaceae. Loài này được (Lindb. ex Arnell) Paris mô tả khoa học đầu tiên năm 1900.